# Emiel van Moerkerken
Emiel van Moerkerken, também conhecido como Emile van Moerkerken (Haarlem, 15 de agosto de 1916 - Amsterdão, 6 de março de 1995) foi um fotógrafo, cineasta e escritor Holandês (surrealista). Van Moerkerken é considerado um dos mais importantes artistas surrealistas da Holanda das décadas de 1930 e 1940. Ele era filho do escritor Prof. Dr. P.H. van Moerkerken, neto do teólogo Tjeerd Cannegeieter, que era fortemente anti-católico, e também avô do escritor brasileiro-holandês Leeuw van Moerkerken. Durante a Segunda Guerra Mundial, Van Moerkerken trabalhou em colaboração com C. Buddingh', Louis Th. Lehmann, Theo van Baaren e Gertrude Pape na revista surrealista De Schone Zakdoek. Em 1983, Van Moerkerken ganhou um prêmio Bezerro de Ouro com seu filme Volgend jaar in Holysloot.

## Biografia[1]
Como membro de uma família artística, o interesse de Van Moerkerken pela fotografia foi despertado cedo. Seu pai, prof. dr. P.H. van Moerkerken, era escritor e professor/diretor da Academia Real de Artes Visuais de Amsterdã. Através de sua mãe, Johanna Petronella Cannegieter, ele entrou em contato com a fotografia desde jovem. Durante viagens a Paris com seus pais nos anos 20, o jovem Van Moerkerken fez suas primeiras fotos. A partir de 1931, ele foi para a Odenwaldshule na Alemanha, onde começou a filmar além da fotografia. Aos dezesseis anos, ele seguiu o Curso Técnico de Cinema liderado por Willem Bon e em 1934 fez seu primeiro filme "Sonata '34", um experimento formal artístico.
Nos anos 30, Van Moerkerken passou muito tempo em Paris, onde conheceu pessoas como Brassai, Salvador Dali, André Breton e Man Ray. Ele pertencia aos círculos surrealistas. Em 1938, Breton o convidou para publicar fotos na revista Minotaure. No entanto, Van Moerkerken recusou-se a assinar o novo manifesto surrealista devido a divergências dentro do comunismo. Breton expulsou Van Moerkerken.
Durante a Segunda Guerra Mundial, Emiel trabalhou em filmes de resistência comunista e, juntamente com C. Buddingh ', Louis Th. Lehmann, Theo van Baaren e Gertrude Pape, trabalhou na revista surrealista De Schone Zakdoek. Esta revista pôde ficar escondida da censura dos nazistas devido à baixa tiragem.
Após a guerra, ele se dedicou cada vez mais à fotografia de retrato e fez centenas de retratos de escritores e artistas famosos, como Brassai, Willem Frederik Hermans, Annie M.G. Schmidt, Bertolt Brecht e Gerard Reve. Muitas dessas fotos ainda são usadas como capas até hoje. Van Moerkerken também trabalhou na indústria cinematográfica e colaborou no filme "The Third Man" com Orson Welles em 1949. Ele fez alguns filmes, dos quais "De Wadlopers" foi exibido no Festival de Cinema de Cannes em 1950.
De 1967 a 1979, Emiel foi professor de técnica de cinema e câmera e psicologia perceptual na Academia Holandesa de Cinema em Amsterdã. Além disso, de 1966 a 1981, ele foi funcionário científico chefe no laboratório de psicologia da Universidade de Amsterdã.
Em 1983, Emiel ganhou um Bezerro de Ouro por seu curta-metragem Volgend jaar in Holysloot, no qual ele mesmo interpretou o papel principal. O filme é sobre um homem cego que caminha por muitas paisagens ao redor do mundo em direção a Holysloot, uma metáfora para cineastas que ficam obcecados com a fama de Hollywood.
Em 6 de março de 1995, Van Moerkerken faleceu aos 78 anos em Amsterdã. Embora ele nunca se considerasse um fotógrafo, mas sempre um cineasta, após sua morte as fotografias surrealistas de Van Moerkerken dos anos 30 e 40 se tornaram cada vez mais famosas. Ele é o único fotógrafo holandês que, nesse período, produziu um número tão grande de fotografias que se aproximam da linguagem visual surrealista internacional.

## Fotografias em coleções de instituições públicas (seleção)
- Museu Estatal de Amesterdão[4]
- Museu Municipal de Amesterdão[5]
- Centraal Museum Utrecht[6]
- Fotomuseum Den Haag[7]
- Instituut Collectie Nederland (ICN)
- Stadsarchief Amsterdam (= Arquivo da cidade de Amsterdã)
- Literatuurmuseum